# 21オーバー 最初の二日酔い
『21オーバー 最初の二日酔い』（トゥエンティワンオーバー さいしょのふつかよい、原題:21 & Over）は2013年にアメリカ合衆国で公開されたコメディ映画である。監督はジョン・ルーカスとスコット・ムーアで、主演はマイルズ・テラーとスカイラー・アスティン、ジャスティン・チョンのトリプル主演。なお、本作はルーカスとムーアの映画監督デビュー作でもある。

## ストーリー
ケイシーとミラーが友人（ジェフ）の21歳の誕生日を祝おうとしたところ、ジェフは「明日は医学部に入学するための大事な面接があるから」という理由でその申し出を断ろうとした。しかし、2人がしつこく誘ってくるので、「1杯だけなら」と承諾することにした。3人がバーでダーツを楽しんでいたところ、ジェフが投げた矢が客の一人に刺さってしまった。その場から逃走した3人は興奮して酒を次々と飲み干し、ついにはジェフが泥酔して眠りこけるまでに至った。ケイシーとミラーはジェフを家まで送ろうとしたが、2人はジェフがどこに住んでいるのかを把握していなかった。
「ジェフと親しいニコールなら彼の住所を知っているはずだ」と考え、ケイシーとミラーはニコールが暮らす女子寮に忍び込んだが、2人はニコールの部屋がどこなのかを知らなかった。2人が女子寮の中をうろついていたところ、目隠しをした2人の女子学生に遭遇した。2人は新入りの通過儀礼に臨んでいたのである。ミラーが2人を茶化すような振る舞いをしたばかりに、女子寮の住人たちを怒らせることになった。困り果てた2人はジェフをプールに突き落とし、冷たい水で酔いを覚まさせることにした。ジェフは意識を取り戻したが、自宅に帰ることを渋り、さらに酒を欲するのだった。
ケイシーとミラーはニコールが壮行会に出席しているという情報を入手し、すぐさま会場へと向かった。ニコールから「私はジェフの住所を知らないが、恋人のランディなら知っているかもしれない」と言われ、2人はランディに助けを求めたが、虫の居所が悪かったランディは協力してくれなかった。そこで、2人はランディの携帯電話を盗み出し、そこに記録されていたジェフの住所に行ったが、そこはジェフが昔住んでいた場所であった。そこではパーティーが開かれており、「もしかすると、参加者の中にジェフの今の住所を知っている人がいるのでは」と考えた2人はジェフを残して話を聞いて回ることにした。ほどなくして、ジェフはドラッグでハイになった人の手で服を脱がされ、額と股間に落書きをされた。ジェフはそのまま町へ飛び出したため、当然のごとく騒ぎになってしまった。駆けつけた警察によってジェフは保護され、大学のヘルスセンターへと移送された。
ケイシーとミラーはヘルスセンターに向かおうとしたが、道中に待ち構えていた女子寮の住人たちによって誘拐されてしまった。意識を取り戻したとき、2人は服を脱がされた状態で床に縛り付けられていた。2人はミラーが女子学生にやったのと同じような仕打ちを受けた後、性器を隠すための靴下だけを与えられて外に放り出された。ケイシーがミラーを責めたところ、それをきっかけに今まで相手に対して抱えてきた不満が一気に噴出し、激しい口論となった。落ち着いた2人はヘルスセンターにやってきたが、センター側はジェフを1日入院させるつもりでいた。そこで、2人はジェフをセンターからこっそり連れ出すことにした。

## キャスト
（）内は日本語吹き替えの声優。
- ミラー - マイルズ・テラー
- ケイシー - スカイラー・アスティン（松本忍）
- ジェフ・チャン（ジェフリー・レジナルド・チャン） - ジャスティン・チョン（内匠靖明）
- ニコール - サラ・ライト（藤野泰子）
- チャン博士 - フランソワ・チャウ
- ランディ - ジョナサン・ケルツ
- ジュリアン - ダニエル・ブッコ
- ジェイデン - ラッセル・メルカード（浜添伸也）
- サリー・フアン - サマンサ・フューターマン（種市桃子）
- エディ - エディ・マーティン
- ブリル - ダスティン・イバラ
- ゴメス- クリスチャン・カステラノス
- カバハグ博士 - ジェレマイア・サード

## 製作
2011年10月27日、ジョン・ルーカスとスコット・ムーアが共同で監督を務める新作映画にジャスティン・チョン、マイルズ・テラー、スカイラー・アスティン、サラ・ライトが出演することになったと報じられた。2013年3月1日、米国での劇場公開に合わせて、レラティビティ・ミュージック・グループが本作のサウンドトラックを発売した。
なお、本作の中国公開版では、主人公の一人ジェフ・チャンが「中国から短期留学のためにアメリカにやって来た大学生」であるという設定が付け加わっている。
本作は山東省の臨沂市でも撮影を行ったが、そのために人権団体から「当局が弁護士の陳光誠を軟禁するなどの行為を行っている臨沂市で撮影を行ったのはおかしい」という批判を浴びることになった。それに対し、レラティビティ・メディアは「創業以来、我が社は一貫して人権運動を支援する立場にあり、人権運動を突き崩すような振る舞いをすることは決してない。我々は人権運動の側に立っている。また、中国でのビジネス関係が拡大していることを誇りに思っている。」という趣旨のコメントを発表している。

## マーケティング・興行収入
2012年11月12日、本作のオフィシャル・トレイラーが公開された。
本作は『ファントム 開戦前夜』、『ジャックと天空の巨人』、『ラスト・エクソシズム2 悪魔の寵愛』と同じ週に封切られ、公開初週末に1470万ドルを稼ぎ出すと予想されていたが、実際の数字はそれを大幅に下回るものとなった。2013年3月1日、本作は全米2771館で公開され、公開初週末に875万ドルを稼ぎ出し、週末興行収入ランキング初登場3位となった。

## 評価
本作に対する批評家からの評価は芳しいものではない。映画批評集積サイトのRotten Tomatoesには106件のレビューがあり、批評家支持率は25%、平均点は10点満点で4.08点となっている。サイト側による批評家の見解の要約は「『ハングオーバー! 消えた花ムコと史上最悪の二日酔い』を模倣しようとしているが、『21オーバー 最初の二日酔い』はあまりにも平凡で、ストーリーも先の展開が容易に読める上に、面白くない箇所もそれなりにある。それ故、完全な模倣には失敗している。」となっている。また、Metacriticには21件のレビューがあり、加重平均値は34/100となっている。なお、本作のCinemaScoreはBとなっている。